# Top Of The Parade
『Top Of The Parade』（トップ・オブ・ザ・パレード）は、ザ・グルーヴァーズのアルバム。

## 内容
メジャー初のアルバム。「現在地」は後に、新山詩織がシングル「ゆれるユレル」のカップリングにて当バンドと共演する形でカバーした。

## 収録曲
1. 行列の先頭
2. 現在地
3. HARMLESS MADMAN
4. 錯覚
5. この世の風穴
6. 永遠
7. 鉄の旗
8. メロディ
9. ゲームは終わらない
10. 明日にしよう

作詞：藤井一彦(#ALL)
作曲：THE GROOVERS(#1)、藤井一彦(#2 - 10)